# La strada
La strada (svenska: "Landsvägen") är en italiensk dramafilm från 1954 i regi av Federico Fellini, som även skrivit filmens manus tillsammans med Tullio Pinelli och Ennio Flaiano.

## Handling
Den handlar om den sorgsna och naiva flickan Gelsomina, som säljs till den aggressive atleten Zampanò, för att med honom åka ut i Italien som en minicirkus på motorcykelvagn. Gelsomina får agera clown i Zampanòs nummer. Han behandlar henne skamligt, men snart träffar hon en akrobat, Il Matto ("Den Tokige") när de ansluter sig till en cirkus.
Det utvecklas till ett triangeldrama mellan Gelsomina, Zampanò och Il Matto. Zampano blir ursinnig på Il Matto och de bägge får sparken från cirkusen. Gelsomina väljer dock att följa med Zampano. När de färdas vägen fram ser de en bil med motorkrångel, det är Il Matto som står där. I ett anfall av vredesmod dödar Zampanò Il Matto. Gelsomina blir mycket ledsen efter detta, men följer trots allt med Zampanò än en gång.
Zampanò är en tragisk figur, det enda han kan är ett löjligt atletnummer, där han med en kedja runt bröstkorgen rätar ut en metallkrok. Han inser inte att han har lyckan alldeles framför ögonen, i den underbara och trofasta Gelsomina. Han tröttnar på henne, och överger henne en morgon, och åker ensam iväg på sin motorcykel.
Ett antal år senare ser vi åter Zampanò, han håller fortfarande på med sitt atletnummer. Han får höra att Gelsomina har dött några år tidigare. Filmen slutar med att Zampanò går ner till stranden och lägger sig och gråter bittert medan han gräver i sanden med händerna. Varför gråter han? Är det för att han inser att han älskade Gelsomina, och hur illa han behandlade henne?

## Rollista (urval)
- Giulietta Masina - Gelsomina
- Anthony Quinn - Zampanò
- Richard Basehart - Il Matto ("Den Tokige" på sv.)
- Aldo Silvana - Signor Giraffa
- Marcella Rovere - La Vedova

## Om filmen
Filmen blev den första filmen att vinna en Oscar i kategorin Bästa utländska film. Man kan säga att La strada blev en av Fellinis få filmer mellan hans neorealistiska filmperiod och hans mer personliga. Den kan kanske ses som hans mest populära; huvudpersonen Gelsomina blev till en docka och Zampanò blev också namnet på en cigarrsort.